# Alexander Alexandrowitsch Krakau

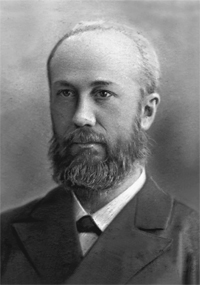
Alexander Alexandrowitsch Krakau

Alexander Alexandrowitsch Krakau (russisch Александр Александрович Кракау; * 11. Augustjul. / 23. August 1855greg. in St. Petersburg; † 29. Märzjul. / 11. April 1909greg. ebenda) war ein russischer Elektrochemiker und Hochschullehrer.

## Leben
Krakau, Sohn des Architekten Alexander Krakau, studierte Chemie an der Universität St. Petersburg, war Schüler des Chemikers Alexander Butlerow und schloss 1879 das Studium ab. Darauf wurde er Laborant im chemischen Laboratorium der Akademie der Wissenschaften. Gleichzeitig lehrte er Chemie bei den Höheren Kursen für Frauen (1881–1884) und arbeitete nebenbei an der Universität St. Petersburg.
1886–1891 hielt Krakau als Erster in Russland eine Elektrochemie-Vorlesung in der gerade eröffneten Hochschule des Posttelegrafenamtes, die 1891 das St. Petersburger Elektrotechnik-Institut (ETI) wurde. Krakau wurde 1891 als  Professor auf den neuen Lehrstuhls für Chemie berufen und blieb es bis zu seinem Tode. Er beteiligte sich an der wissenschaftlichen Forschung. Er untersuchte die elektrische Leitfähigkeit des Palladiumhydrids (1892–1895) und die Gleichrichtung des Wechselstroms auf elektrochemischem Wege (ab 1898). 1902 gab er ein erstes russisches Lehrbuch über Theoretische Elektrochemie heraus.

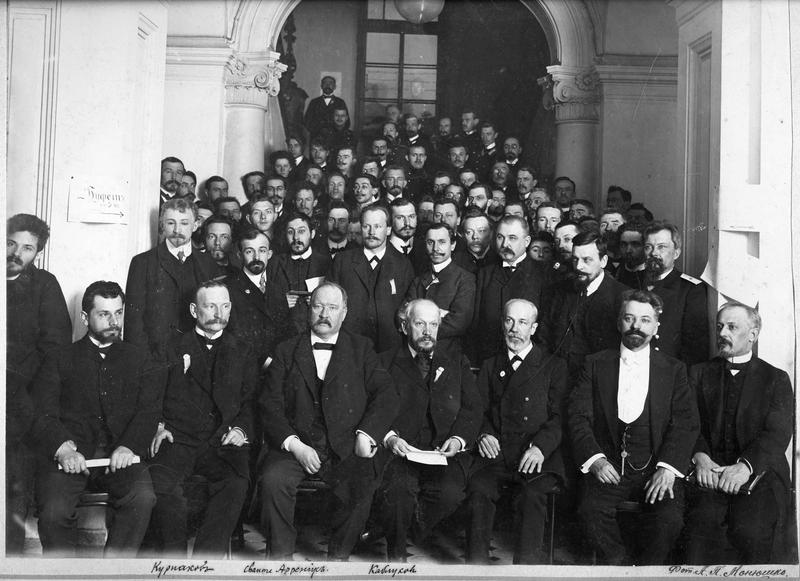
Teilnehmer des 1. Mendelejew-Kongresses, St. Petersburg 1907: Nikolai Puschin, Nikolai Kurnakow, Svante Arrhenius, Iwan Kablukow, A. A. Krakau, Pawel Woinarowski, A. A. Jakowlew (1. Reihe von links)

Aktiv beteiligte sich Krakau an öffentlichen wissenschaftlichen Veranstaltungen in St. Petersburg und Russland. 1906 bei der Stiftung des Popow-Preises des ETI gehörte Krakau zur Preisverleihungskommission neben Pawel Woinarowski (Vorsitz), Pjotr Ossadtschi, Nikolai Jegorow, Alexei Petrowski und anderen. 1907 nahm Krakau am 1. Mendelejew-Kongress für Allgemeine und Angewandte Chemie des ETI in St. Petersburg teil.